# Кужмір
Кужмір (рум. Cujmir) — село у повіті Мехедінць в Румунії. Входить до складу комуни Кужмір.
Село розташоване на відстані 253 км на захід від Бухареста, 52 км на південний схід від Дробета-Турну-Северина, 71 км на захід від Крайови.

## Населення
За даними перепису населення 2002 року у селі проживали 2499 осіб. Рідною мовою 2498 осіб (> 99,9%) назвали румунську.
Національний склад населення села:
| Національність | Кількість осіб | Відсоток |
| -------------- | -------------- | -------- |
| румуни         | 2494           | 99,8%    |
| цигани         | 5              | 0,2%     |